# União das Freguesias de Foz do Sousa e Covelo
União das Freguesias de Foz do Sousa e Covelo, auch Foz do Sousa e Covelo, ist eine Gemeinde im Norden Portugals. Sie wurde 2013 durch den Zusammenschluss der ehemaligen Gemeinden Foz do Sousa und Covelo gebildet.
Foz do Sousa e Covelo gehört zum Kreis Gondomar im Distrikt Porto, besitzt eine Fläche von 30,2 km² und hat 7034 Einwohner (Stand 19. April 2021).